# 중국의 범죄
중화인민공화국의 범죄는 다양한 형태로 발생한다. 중화인민공화국 정부는 범죄율과 범죄 발생률에 대한 정확한 통합 통계를 공개하지 않는데, 이는 그러한 정보가 정치적, 사회적으로 민감하게 간주되기 때문이다. 공개되는 희소한 공식 통계는 통계 조작, 과소보고, 부패 등의 의혹으로 인해 많은 학술적 논쟁의 대상이 되고 있다. 중국의 불법 마약 거래는 살인을 포함한 폭력 범죄의 주요 원인이다.
글로벌 조직 범죄 지수 (2023)에 따르면, 중국은 다양한 시장에서 뿌리 깊은 범죄 활동과 씨름하고 있으며, 부정부패와 거버넌스 및 정보에 대한 중앙 집중식 통제로 인해 회복력이 제한적이다.

## 역사
진나라의 특징은 범죄자들을 가혹하지만 신중하고 공정하게 다루었다는 점이다. 뒤이은 왕조들은 다양한 방식으로 법을 완화했다. 명나라에서는 상업화와 도시화로 인해 사기가 만연했다. 도난품을 처분하는 장물아비들은 번성했다. 중화인민공화국(PRC)은 1949년에 건국되었으며, 1949년부터 1956년까지 생산수단을 공동 소유로 이전하는 과정을 거쳤다. 이 기간 동안 새로운 정부는 범죄 조직의 영향력을 줄이고 마약 및 도박의 확산을 줄이기 위해 노력했다. 정부의 범죄 활동 단속 노력은 범죄 감소로 이어졌다.
1949년에서 1956년 사이에 절도, 방화, 강간, 살인, 강도가 주요 비정치적 범죄였다. 대부분의 경제 범죄는 탈세, 공공 재산 절도, 뇌물 수수 등에 연루된 사업가들에 의해 저질러졌다.
정부 관리들 또한 공공 재산을 부당하게 취하고 뇌물을 받는 등 불법적인 경제 활동에 연루되었다. 1957년에서 1965년 사이에 농촌 지역에서는 보고된 범죄가 거의 없었다. 범죄율은 나중에 증가했다. 1981년은 보고된 범죄의 정점을 나타냈다. 이는 1970년대 후반의 경제 개혁과 관련이 있을 수 있는데, 이는 시장 경제의 일부 요소를 허용하고 경제 활동의 증가를 가져왔다. 아래는 1977년부터 1988년까지 보고된 범죄 사건 (경제 범죄 제외)의 비교이다.
| 연도                              | 1977    | 1978    | 1979    | 1980    | 1981    | 1982    | 1983    | 1984    | 1985    | 1986    | 1987    | 1988    |
| --------------------------------- | ------- | ------- | ------- | ------- | ------- | ------- | ------- | ------- | ------- | ------- | ------- | ------- |
| 총 사건 수                        | 548,415 | 535,698 | 636,222 | 757,104 | 890,281 | 748,476 | 610,478 | 514,369 | 542,005 | 547,115 | 570,439 | 827,706 |
| 인구 1만 명당 범죄 사건 발생 건수 | 5.8     | 5.6     | 6.6     | 7.7     | 8.9     | 7.4     | 6.0     | 5.0     | 5.2     | 5.2     | 5.4     | 7.5     |

1980년대에 청소년 범죄가 급증했다. 청소년 범죄는 1983년 전체 범죄의 60.2%, 1984년 63.3%, 1985년 71.4%, 1986년 72.4%, 1987년 74.3%를 차지했다. 도주하는 범죄자의 수는 해마다 증가했다. 최근 몇 년 동안 경제 범죄가 증가했다. 1982년부터 1988년까지 경제 범죄의 총수는 218,000건이었다.

1989년에는 뇌물, 밀수, 탈세를 포함하여 총 76,758건의 경제 범죄가 등록되었다. 경제 정책의 변화는 범죄 특성에 영향을 미쳤다. 제11차 중국공산당 중앙위원회 2차 전원 회의 이후 범죄는 증가하고 다양화되었다.

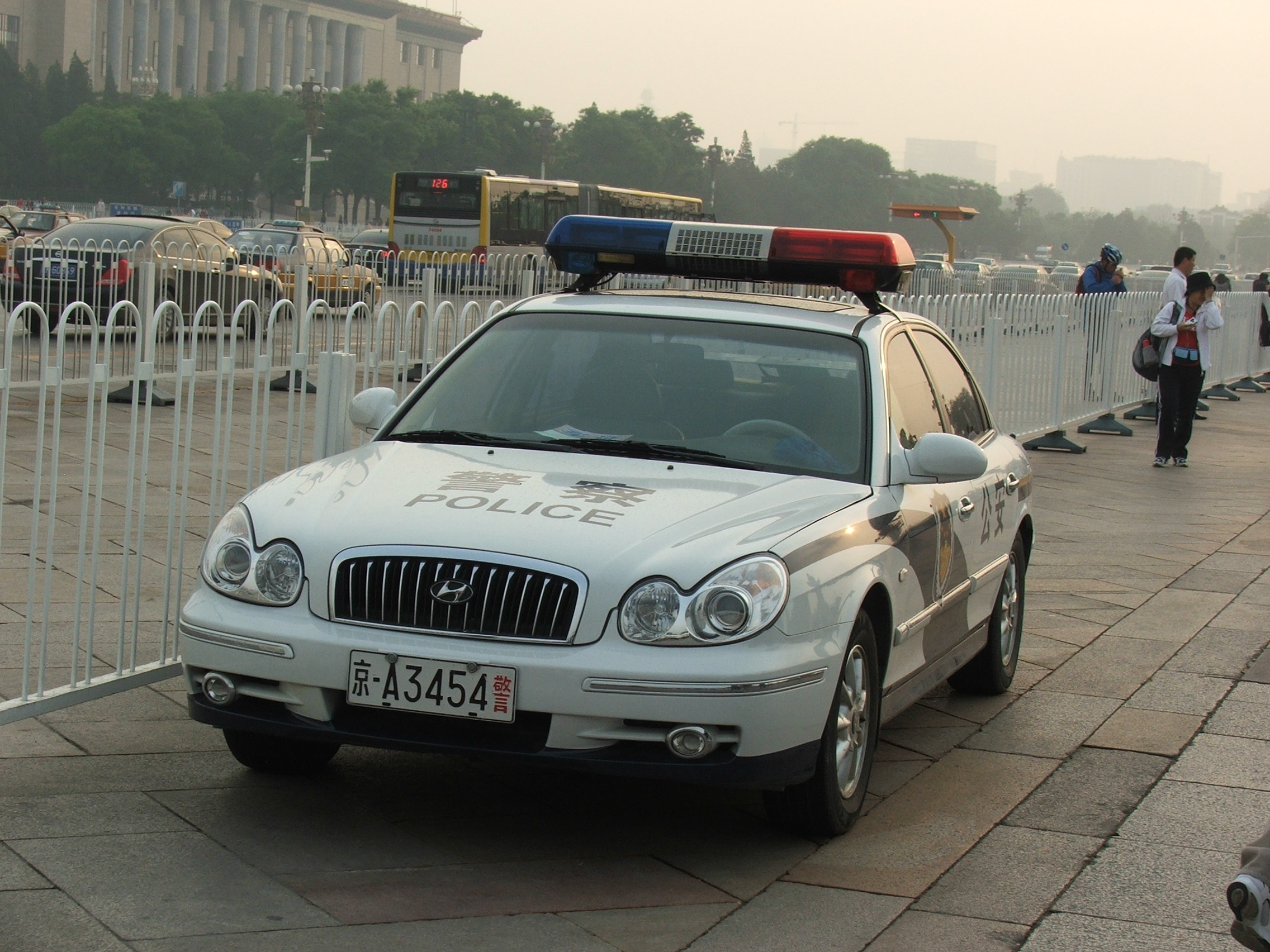
베이징시의 중국 경찰차.

## 유형별 범죄

### 살인
2011년 중국의 보고된 살인율은 인구 10만 명당 1.0명으로, 총 13,410건의 살인이 발생했다. 2018년의 살인율은 0.5명이었다. 보고된 살인율은 경찰 급여가 해결된 사건 비율에 따라 책정되기 때문에 미해결 살인 사건을 과소보고했다는 비판을 받았다.

### 부정부패
중국에는 부정부패가 존재한다. 1978년에서 2003년 사이에 부패한 관리들에 의해 약 500억 달러가 해외로 밀반출된 것으로 추정된다.

### 인신매매
중국에서는 다양한 목적으로 인신매매가 보고된 사례가 있다. 중화인민공화국의 인신매매는 대부분 국내에서 이루어지며, 이러한 국내 인신매매는 중국에서 가장 심각한 인신매매 문제이다.
국내 및 초국가적 범죄 조직은 중국에서 성매매를 자행한다. 여성들은 합법적인 고용을 미끼로 중화민국, 태국, 말레이시아, 파키스탄, 일본 등에서 상업적 성 착취에 유인된다. 중국 남성들은 착취적인 노동을 위해 전 세계 국가로 밀반입된다. 여성과 어린이들은 강제 노동과 성 노예화를 위해 몽골, 미얀마, 조선민주주의인민공화국, 러시아, 베트남에서 중화인민공화국으로 인신매매된다.

### 마약 거래
중화인민공화국은 황금의 삼각지대에서 생산되는 헤로인의 주요 환승 지점이다. 국내 마약 남용 증가는 중화인민공화국의 심각한 문제이다. 사용 가능한 추정치에 따르면 불법 마약에 대한 국내 지출은 170억 달러에 달한다. 중국의 마약 문제는 1980년대 후반에 국가적 문제로 재등장한 이후 급속히 확산되었다. 중국의 마약 문제는 크게 완화되지 않는 것으로 보인다. 2000년대 중반 몇 년간의 진전에도 불구하고, 중국 정부는 현재 국가가 통제하는 데 갈 길이 멀다는 것을 인정하고 있다.

### 가정폭력
중국은 가정폭력 발생률이 높다. 2004년에 중화전국부녀연합회는 중국 여성의 30%가 가정 내에서 가정폭력을 경험했다는 조사 결과를 종합했다.
2015년에 중국 정부는 가정폭력 방지법을 제정했다. 중국에서는 종종 간과되는 문제가 있는데, 바로 가정폭력이다. 중국 여성의 약 40%가 가정폭력을 겪고 있으며, 국내 살인 사건의 10%는 친밀한 파트너 폭력에서 비롯된다. 이러한 고통스러운 사건들은 가정폭력에 대한 법적 조치에도 불구하고, 중국 사회에 깊이 뿌리내린 가부장적 규범 때문에 계속되고 있다.

## 범죄 동향

### 불법 총기
1996년 1월부터 7월까지 14개 성에서 약 30만 정의 불법 소형 무기가 압수되었다.

## 중국 본토의 조직 범죄
중국은 다양한 분야에 걸쳐 상당한 수준의 조직 범죄 활동을 보인다. 이 나라는 강제 노동과 성 착취를 포함한 인신매매의 원천이자 목적지이다. 밀수 네트워크는 종종 경제적 야망을 이용하며, 중국 국민은 허위 명목으로 해외로 인신매매된다. 중국은 전 세계 합성 마약 시장의 주요 플레이어이며, 헤로인과 코카인의 중요한 경유지이지만, 국내 헤로인 소비는 감소했다. 중국은 여전히 세계 최대의 위조품 생산국이며, 이는 전자 상거래 플랫폼에 의해 용이하게 이루어진다. 이를 억제하려는 노력에도 불구하고 무역은 만연해 있다. 불법 벌채, 야생 동물 밀매, 광업은 목재 및 광물과 같은 희귀 자원에 대한 수요에 의해 주도되는 중요한 문제이다. 금융 사기, 돈세탁, 사이버 범죄는 중요하고 증가하는 우려 사항이며, 범죄 조직은 탐지를 피하기 위해 정교한 디지털 도구를 사용한다.
범죄 네트워크는 종종 외국 행위자와 협력하여 활동한다. 마피아 스타일의 그룹은 중국 본토에서 비교적 작고 비폭력적이지만, 국가 구조 내의 부패가 조직 범죄를 더욱 가능하게 한다.
비교적 강력한 법집행 체계에도 불구하고, 중국의 조직 범죄와의 싸움은 부패, 사법권의 독립 부족, 인권 침해로 인해 약화된다. 국가는 범죄를 해결하려는 의지를 보였지만, 반부패 캠페인은 정치적인 동기가 있는 것으로 간주되며, 시민 사회는 여전히 제한적이다.

## 같이 보기
- 홍콩의 범죄
- 중국의 법집행
- 중국의 범죄 조직 목록
- 중국의 성매매
- 중국의 테러리즘
- 중국의 연쇄 살인범 목록
- 중국의 학교 공격 목록